# 叠翠軒
叠翠軒（英語：The Pinnacle），位於香港新界寶琳運亨路8號，鄰近港鐵寶琳站。屋苑設有四座樓宇，合共提供1,424個單位，由何顯毅建築工程師樓，地產發展顧問有限公司設計，屋苑於1997年4月25日至5月12日第一次出售，1998年落成。
住宅單位採用蝴蝶型和鑽石型設計，試圖擴闊視野及令室內光線更為充足。
屋苑正門大堂及兩條有蓋行人天橋均為公共空間，需要對外開放。

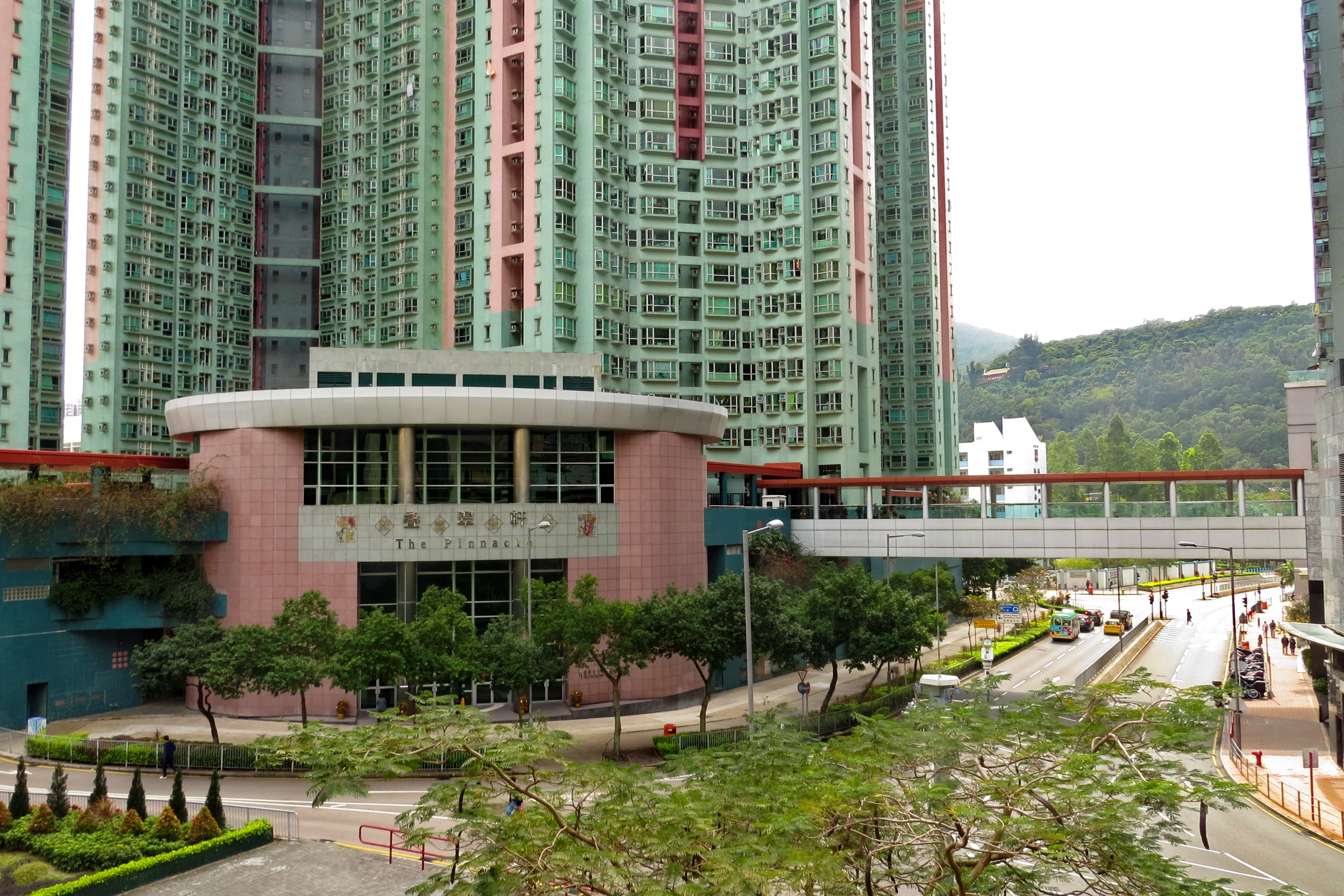
叠翠軒

疊翠軒的英文名稱，與位於尖沙咀棉登徑的豪峰軒的英文名稱相同，均為"The Pinnacle"。

## 屋苑售價
2010年3月，房協決定復售叠翠軒464個夾屋貨尾單位，以市價8折定價，每平方呎售價介乎3,400至3,900元。

## 交通
屋苑設兩條有蓋行人天橋分別連接新都城第一期及港鐵寶琳站。如需乘坐巴士，需步行至茵怡花園巴士站或新都城巴士總站。

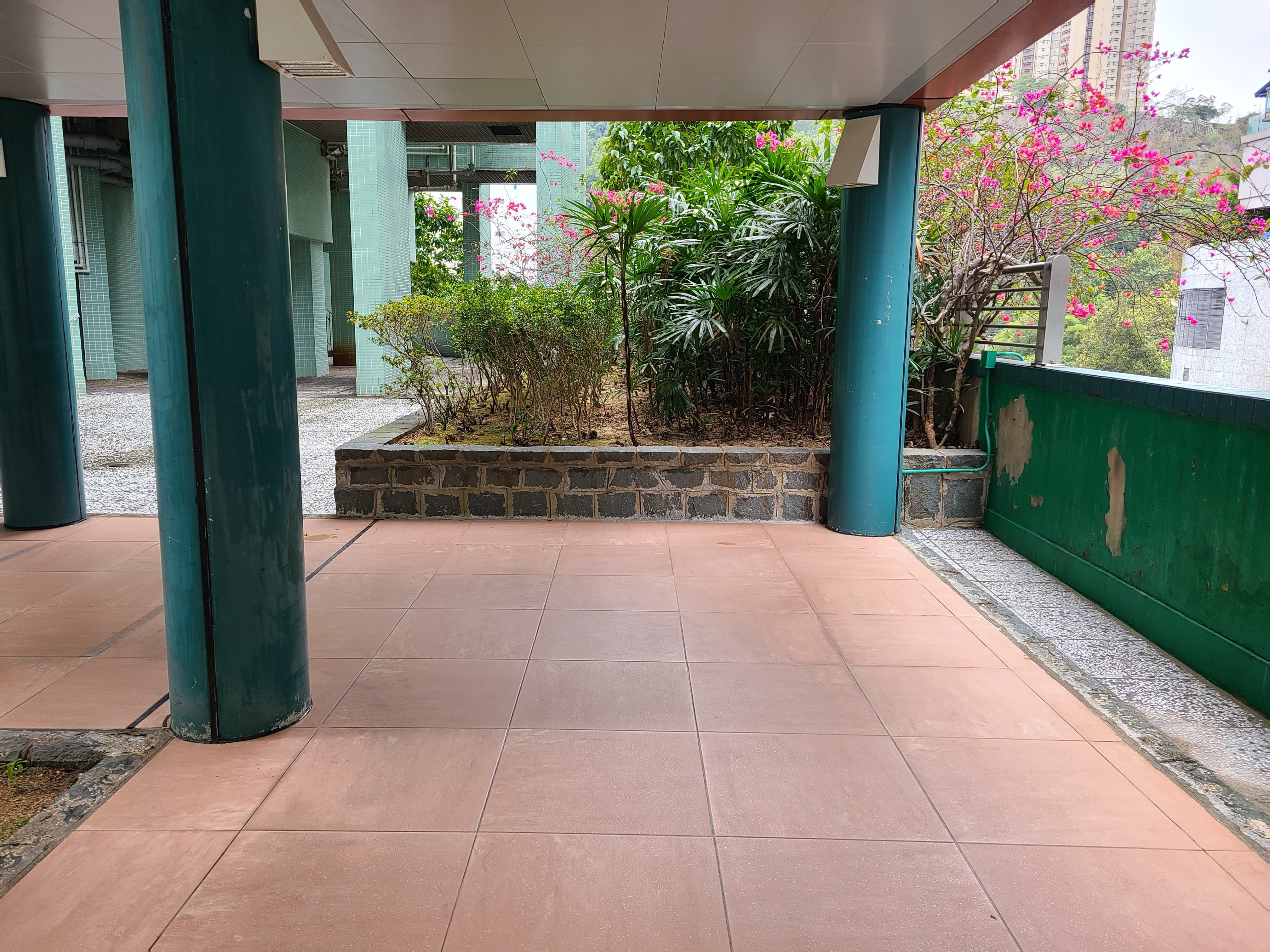
叠翠軒平台走廊

## 事件

### 交樓質素
惟疊翠軒交樓質素亦為外界所關注，屋苑剛入伙即遭受十號颱風約克侵襲，當時已有百多個單位的窗台滲水。外牆剝落問題嚴重，及後房協同意並安排為全屋苑重鋪外牆及走廊。直至2010年重售最後一批六百四十五個「貨尾」單位中，至少一百五十個單位存在瑕疵，例如其中一個單位浴室門頂內藏紙皮、窗台滲水、冷氣機位傾斜等。